# IRAS 06355-7535
IRAS 06355-7535是一個位於山案座附近的恆星系統，由兩顆紅矮星組成，距離地球約28.8光年。